# 川井聖子
川井 聖子（かわい せいこ、本名：下井 聖子（しもい せいこ）、1980年10月31日 - ）は、奈良県奈良市出身の演歌歌手である。血液型O型。

## 経歴
- 2001年4月25日、シングル「絹の道」「あなたとなら大和路」で川井聖子として日本クラウン株式会社からデビュー。
- 2005年6月、「最終便」「花明かり」発売
- 2008年、演歌百撰のチーフプロデューサーのスカウトにより、8月より番組出演。
- 2008年10月22日、「迎え傘」「汐鳴り海岸・風の宿」にて、株式会社フリーボードより新たにデビュー。

## ディスコグラフィー
- 「絹の道」(2001/4/25)
- 「最終便」「花明かり」(2005/6)
- 「迎え傘」「汐鳴り海岸・風の宿」(2008/10)